# فلورنسا خان
فلورنسا خان (بالإنجليزية: Florence Kahn)‏ هي ممثلة أمريكية، ولدت في 3 مارس 1878، وتوفيت في 13 يناير 1951.

## وصلات خارجية
- فلورنسا خان على موقع IMDb (الإنجليزية)
- فلورنسا خان على موقع قاعدة بيانات برودواي على الإنترنت (الإنجليزية)
- فلورنسا خان على موقع قاعدة بيانات الفيلم (الإنجليزية)